# Tibioploides kurenstchikovi
Tibioploides kurenstchikovi là một loài nhện trong họ Linyphiidae.
Loài này thuộc chi Tibioploides. Tibioploides kurenstchikovi được Kirill Yuryevich Eskov & Yuri M. Marusik miêu tả năm 1991.